# Système ouvert (informatique)
Pour un article plus général, voir Système ouvert.

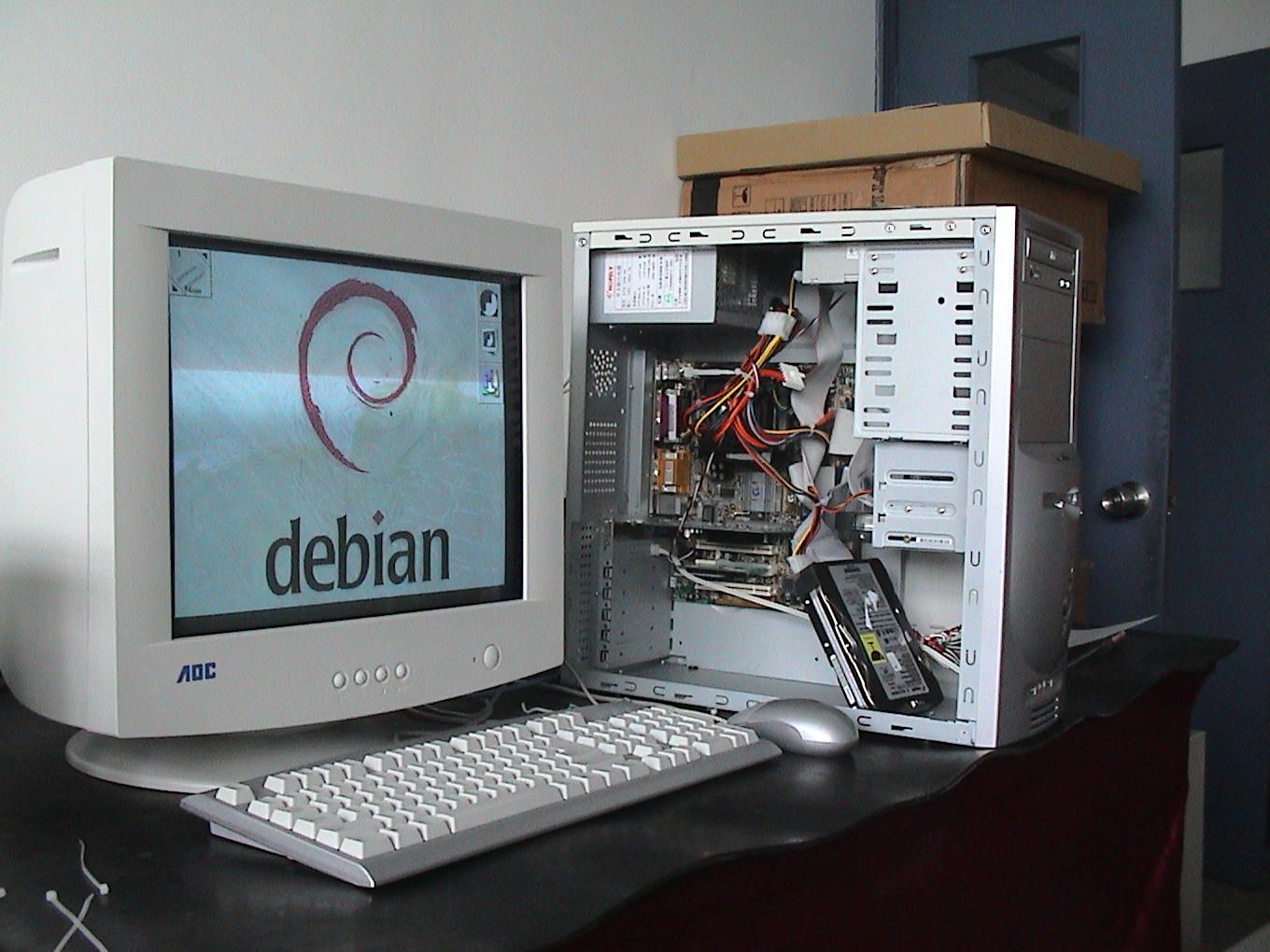
Debian : Système d'exploitation Open Source

Le terme systèmes ouverts peut désigner à la fois des systèmes informatiques :
- qui fournissent un ensemble d'avantages en interopérabilité, portabilité, et standards ouvert de logiciel ;
- ou configurés pour permettre des accès non restreints par des personnes et/ou des ordinateurs ;

Cet article ne traite que du premier sens.
Le terme trouve son origine à la fin des années 1970 et au début des années 1980, principalement pour décrire les systèmes basés sur le système d'exploitation Unix, spécialement par opposition aux systèmes dits propriétaires, ordinateurs centraux et micro-ordinateurs en usage à cette époque. Au contraire de ces anciens systèmes propriétaires, la nouvelle génération de systèmes Unix s'est caractérisée sur des interfaces de programmation standardisées et sur des interconnexions de périphériques ; le développement du matériel et du logiciel par des tiers fut encouragé, en partant de la norme de cette époque, qui voyait des compagnies comme Amdahl et Hitachi se tourner vers la justice pour obtenir le droit de vendre des systèmes et des périphériques qui étaient compatibles avec les ordinateurs centraux d'IBM.
On peut dire que la définition de "système ouvert" s'est formalisée dans les années 1990, avec l'émergence de standards de logiciels administrés de façon indépendante comme Single UNIX Specification de l'Open Group.
Bien que les utilisateurs d'ordinateurs aujourd'hui soient habitués à un haut niveau d'interopérabilité entre le matériel informatique et le logiciel, avant l'an 2000, les systèmes ouverts purent faire l'objet d'une promotion de la part de fournisseurs Unix, car ils avaient un avantage compétitif significatif. IBM et d'autres compagnies résistèrent à cette tendance pendant des décennies, dont un exemple significatif est donné par la déclaration d'un commercial d'IBM en 1991, selon lequel on devrait être « prudent de ne pas rester enfermé dans les systèmes ouverts ».
Cependant, dans la première partie du XXIe siècle, beaucoup de ces fournisseurs de systèmes propriétaires, particulièrement IBM et Hewlett-Packard, commencèrent à adopter Linux comme une partie de leur stratégie commerciale d'ensemble, avec open source markété comme un atout de « système ouvert ». En conséquence, un ordinateur central IBM avec open source Linux on zSeries est markété comme étant plutôt un système ouvert que des serveurs utilisant Microsoft Windows — ou même ceux utilisant Unix, en dépit de leur héritage de systèmes ouverts. En réaction, de plus en plus de compagnies ouvrent le code source de leurs produits, avec l'exemple notable de Sun Microsystems et la création de Openoffice.org et des projets OpenSolaris, basés sur leurs produits logiciels dont le code source était préalablement fermé, StarOffice et Solaris.